# Megasorex gigas
Megasorex gigas (Merriam, 1897) è un toporagno della famiglia dei Soricidi, unica specie del genere Megasorex (Hibbard, 1950), endemico del Messico.

## Descrizione

### Dimensioni
Toporagno di piccole dimensioni, con la lunghezza della testa e del corpo tra 81 e 87 mm, la lunghezza della coda tra 38 e 50 mm, la lunghezza del piede tra 15,7 e 16 mm, la lunghezza delle orecchie tra 8 e 11 mm e un peso fino a 11,7 g.

### Caratteristiche craniche e dentarie
Il cranio è grande e robusto, con la scatola cranica rotonda e con tre denti superiori unicuspidati. La dentatura non è pigmentata.
Sono caratterizzati dalla seguente formula dentaria:

### Aspetto
La pelliccia è corta. Le parti dorsali variano dal marrone scuro al bruno-grigiastro cosparse di peli argentati, mentre le parti ventrali sono leggermente più chiare. La muta invernale è più lunga e chiara. Sono presenti delle masse ghiandolari sui fianchi, più sviluppate nei maschi. Il muso è lungo ed appuntito, gli occhi sono piccoli. Le orecchie sono ben sviluppate e visibili. La coda è lunga circa un terzo della testa e del corpo ed è indistintamente scura sopra e più chiara sotto.

## Biologia

### Comportamento
È stato osservato sotto ammassi rocciosi e tronchi abbattuti.

### Alimentazione
Si nutre di piccoli invertebrati.

### Riproduzione
Una femmina che allattava è stata catturata nel mese di giugno.

## Distribuzione e habitat
Questa specie è diffusa nel Messico sud-occidentale, negli stati di Nayarit, Jalisco, Colima, Michoacán, Guerrero ed Oaxaca.
Vive nelle foreste tropicali decidue e sempreverdi, boscaglie e piantagioni di caffè fino a 1.800 metri di altitudine. È presente vicino a corsi d'acqua.

## Conservazione
La IUCN Red List, considerato il vasto areale, la presenza in diverse aree protette e la tolleranza alle modifiche ambientali, classifica M.gigas come specie a rischio minimo (Least Concern).